# Elsbethener Naturdenkmäler
In Elsbethen, einer Gemeinde südlich der Stadt Salzburg in Österreich, gibt es eine Reihe Naturdenkmäler, welche nachfolgend hier aufgeführt werden.

## Glasenbachklamm

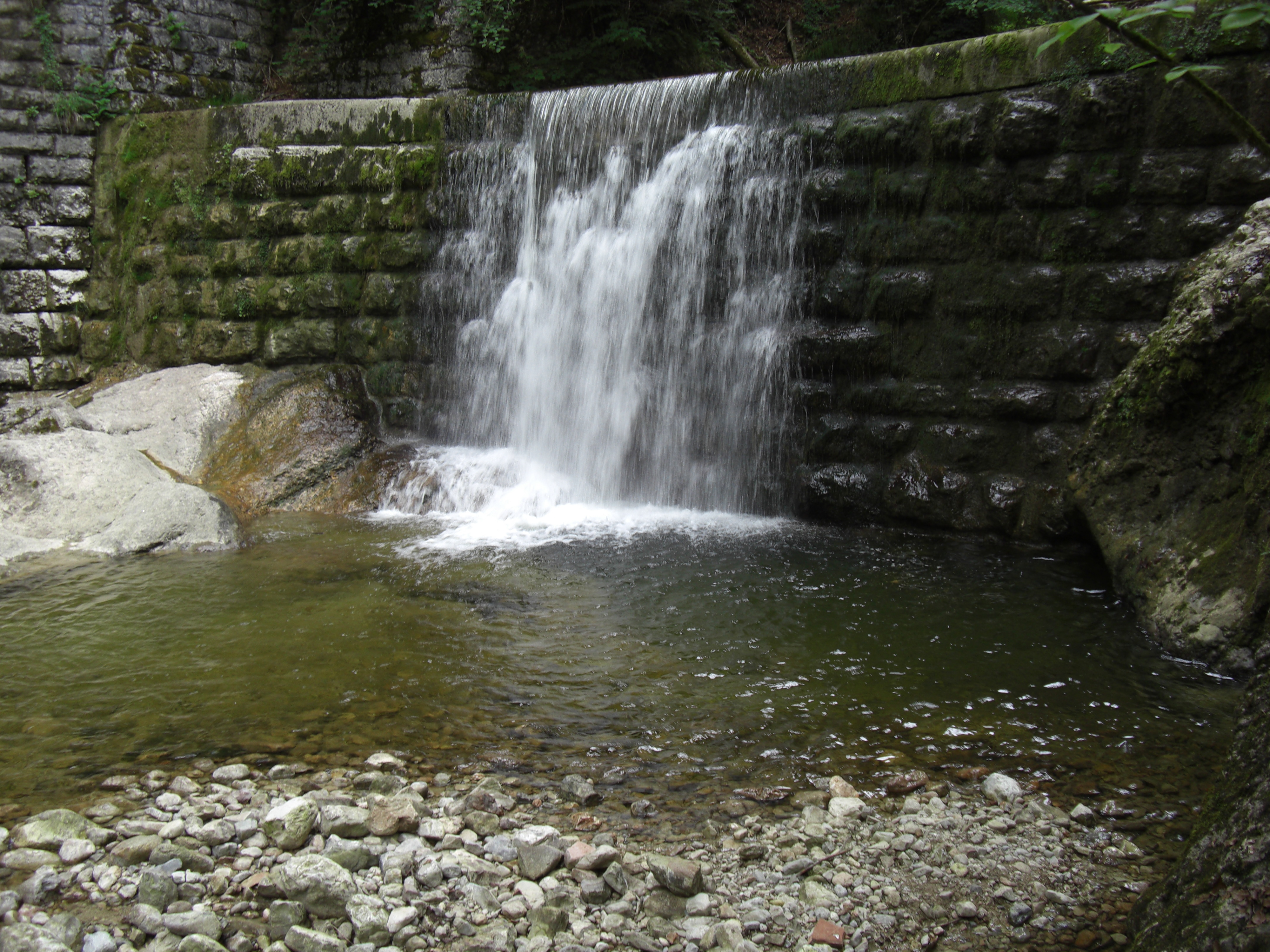
Wasserfall am Beginn der Glasenbachklamm

Die Glasenbachklamm ist ein beliebtes Wandergebiet für die Bewohner der Stadt und des Umlands. Die Glasenbachklamm ist bekannt für fossile Funde wie zum Beispiel des Fischsauriers, der im Haus der Natur ausgestellt ist. Eine weitere Besonderheit sind die durch den Gebirgsbach freigelegten, 200 Millionen Jahre alten Felsformationen aus der Jurazeit des Erdmittelalters. Damit kann die Entstehungsgeschichte der Alpen vom einstigen Meeresboden bis zum heutigen Gebirge ausschnittsweise betrachtet werden.

## Trockene Klammen
Die Trockenen Klammen sind ein Gebiet von zerklüfteten Schluchten und Felsbrocken in Elsbethen. Der Name der Klamm ist darauf zurückzuführen, dass kein Bach durch die Klamm fließt, so wie es bei anderen Klammen der Fall ist (zum Beispiel die Glasenbachklamm, die sich ebenfalls in Elsbethen befindet). Sie ist ein beliebtes Wanderziel bei den Elsbethnern und den Bewohnern des Umlands. Im Jahre 1936 wurde das Gebiet der Trockenen Klammen zum Naturdenkmal erklärt.

## Archstein

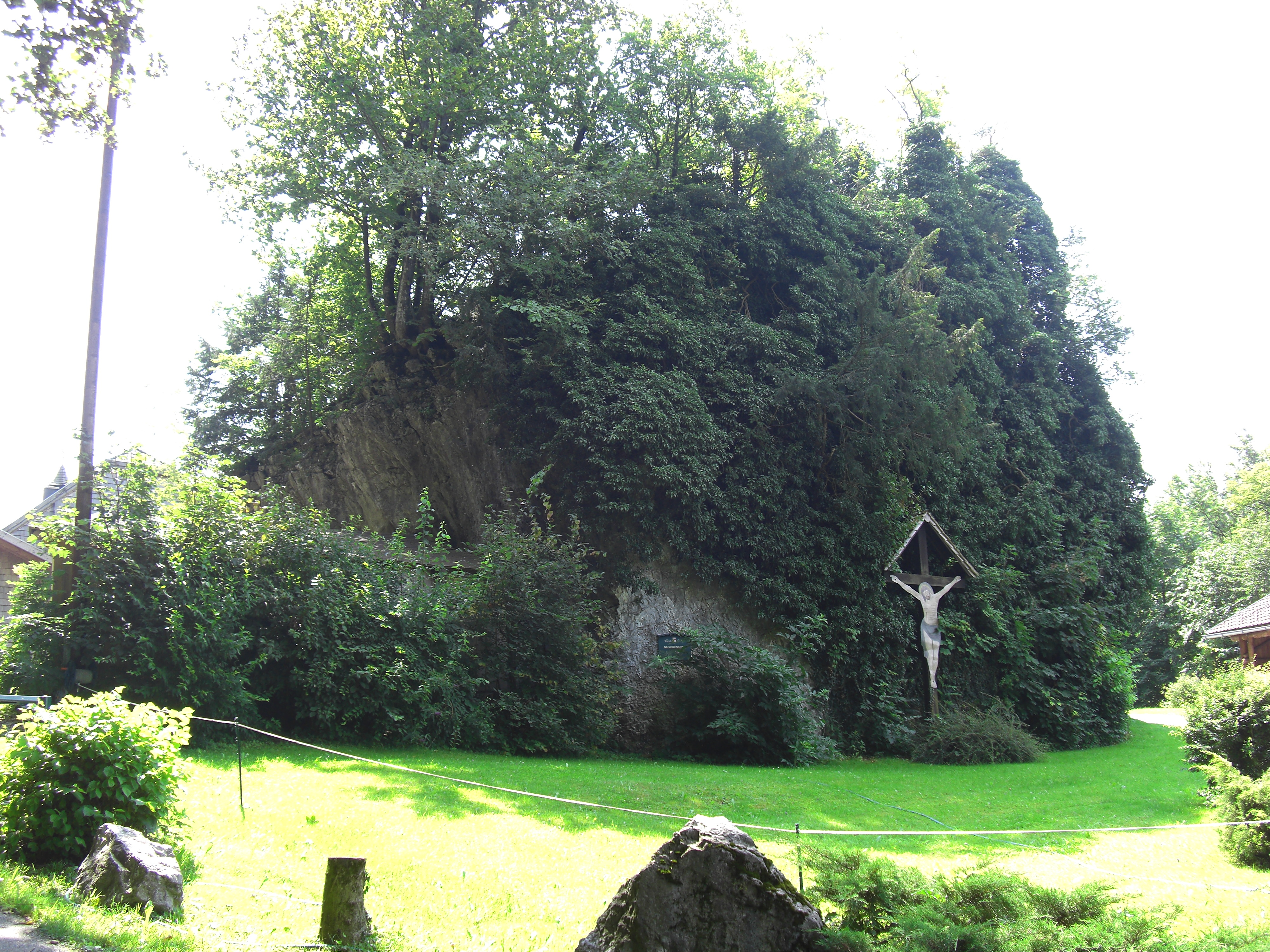
Archstein

Der Archstein ist ein quaderförmiger Kalkblock und gemeinsam mit den Trockenen Klammen ein beliebtes Wanderziel bei den Elsbethnern und den Bewohnern des Umlands. Im Jahre 1975 wurde er zum Naturdenkmal erklärt.

## Holzhäusl-Linde
Die Holzhäusl-Linde wurde im Jahre 1957 gemäß dem Salzburger Naturschutzgesetz wegen ihrer Eigenart und des charakteristischen Gepräges, das sie dem Landschaftsbild verleiht, zum Naturdenkmal erklärt. Die alte Linde steht südlich der Bahnbrücke über den Klausbach, westlich der Gleise, auf der Höhe des Holzhäusels (Mayr-Melnhof-Weg 1), wovon sie auch ihren Namen hat.

## Linde beim Feuerwehrhaus

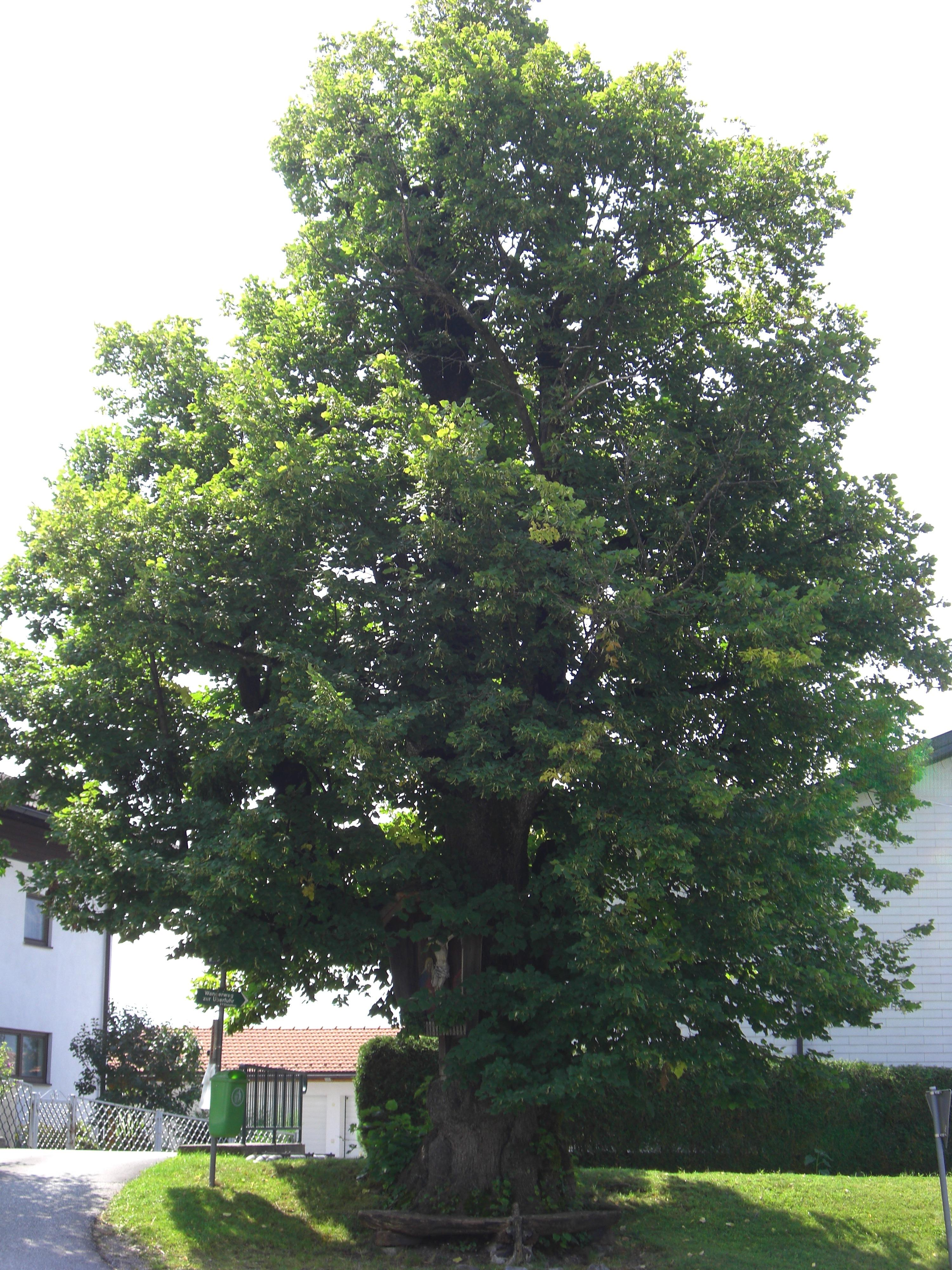
Linde beim alten Feuerwehrhaus

Die Linde beim Feuerwehrhaus steht zwischen dem alten Feuerwehrhaus in der Goldensteinstraße und dem Kehlbach. Der Baum hat einen Stammumfang von 4,50 Meter und einen Durchmesser von 1,50 Meter. Sie besitzt einen kurzen, knorrigen, ungefähr vier Meter hohen Stamm, der sich in einige starke, nach oben strebende Äste verteilt. Die Äste bzw. deren Verzweigungen bilden eine runde bis ovale Krone. Der Baum ist ca. 200–250 Jahre alt und weist im Wesentlichen keine bemerkenswerten Schadstellen bzw. Windbrüche auf und dürfte der älteste Baum im unmittelbaren Ortsgebiet sein. Die Vitalität des Baumes ist trotz des höheren Alters als gut zu bezeichnen. Am Fuß des Baumes ist trotz des Baumes befindet sich ein kleines Holzbänkchen mit einem am Stamm befestigten Kruzifix. Im Jahre 1987 wurde die Linde zum Naturdenkmal ernannt.

## Linde beim Pulvermacher-Gütl
Die Linde beim Pulvermacher-Gütl ist eine Sommerlinde in der Nähe dieses historischen Gebäudes in der Johann-Herbst-Straße hat ein Alter von vermutlich 160–210 Jahren.
Das Pulvermacher-Gütl diente einst als Zulieferbetrieb des fürsterzbischöflichen und später des österreichischen Heeres. Die Sommerlinde: Zwei Teilstämme bilden eine schmale, aber doch stattliche Krone. Der Baum erreicht eine Höhe von etwa 26 Meter und einen Stammumfang in Brusthöhe von 1,80 Meter. Im Jahre 1976 wurde die Linde zum Naturdenkmal ernannt.

## Linde beim Reinberg-Gut
Die Sommerlinde beim Reinberg-Gut befindet sich neben dem Stall des Reinberg-Gutes, das vom Ortsteil Haslach zu erreichen ist. Der Baum ist etwa vierhundert Jahre alt und hat einen Umfang in Brusthöhe von 4,80 Meter. Sie hat einen sehr schönen verzweigten Wurzelanlauf und erreicht in einer Höhe von etwa 1,80 m die erste Verzweigung des Stammes. Die Höhe der Hauptverzweigung liegt bei 5 m über Grund. Es bilden sich mächtige Teilstämme, die sich auf eine Gesamthöhe von etwa 28 Meter erstrecken. Im Jahre 1975 wurde die Linde zum Naturdenkmal ernannt.

## Riesenahorn auf der Schwarzenbergalm
Der Riesenahorn auf der Schwarzenbergalm ist ein Bergahorn und befindet sich östlich der Schwarzenbergalm, die in der Nähe des Gasthaus Erentrudisalm liegt. Die Erentrudisalm wird bis ins Frühjahr 2019 renoviert, man sucht seit eineinhalb Jahren (Stand Oktober 2018) nach einem Pächter, da es aus wirtschaftlicher Sicht, nicht mehr möglich gewesen ist sie zu bewirtschaften. Der Baum ist etwa 500 Jahre alt und hat einen Stammumfang von etwa 4 m und eine Gesamthöhe von etwa zwanzig Meter. In der Erklärung zum Naturdenkmal im Jahre 1959 wird behauptet, dies sei geschehen „wegen seiner Eigenart und des charakteristischen Gepräges, welches er dem Landschaftsbild verleiht“. Dies trifft mittlerweile nicht mehr zu, da der Zutritt durch eine Einzäunung des Grundstücks verwehrt wird.

## Akazienbaum beim Saliterer-Gut
Der Akazienbaum beim Saliterer-Gut wird im Volksmund fälschlicherweise als Akazie bezeichnet. Tatsächlich handelt es sich um eine Gemeine Robinie (Robinia pseudoacacia). Sie galt früher als Zierbaum, ist aber auch als Straßen- und Forstbaum anzutreffen. Ihren Namen hat sie von einem französischen Gärtner, Jean Robin, der im 17. Jahrhundert Robiniensamen aus Virginia nach Europa mitgebracht haben soll.
Die Akazie beim Saliterer-Gut in Glasenbach steht bei der Zufahrt, die beim Heimatmuseum abzweigt, des Salitererhofes hinter dem rechten der beiden Torpfeiler des Hofes. Der Baum ist etwa 80–100 Jahre alt und von besonders ausgeprägtem Wuchs und hat einen Stammumfang von etwa 4,30 Meter. Der Hauptstamm ist fast ganz vermorscht, doch an seiner Stelle hat die Robinie mehrere „Ersatzstämme“ ausgetrieben. An einem von ihnen ist ein Kruzifix in einer holzverkleideten Nische angebracht. Im Jahre 1969 wurde die Linde zum Naturdenkmal ernannt.

## Stadlerkessel

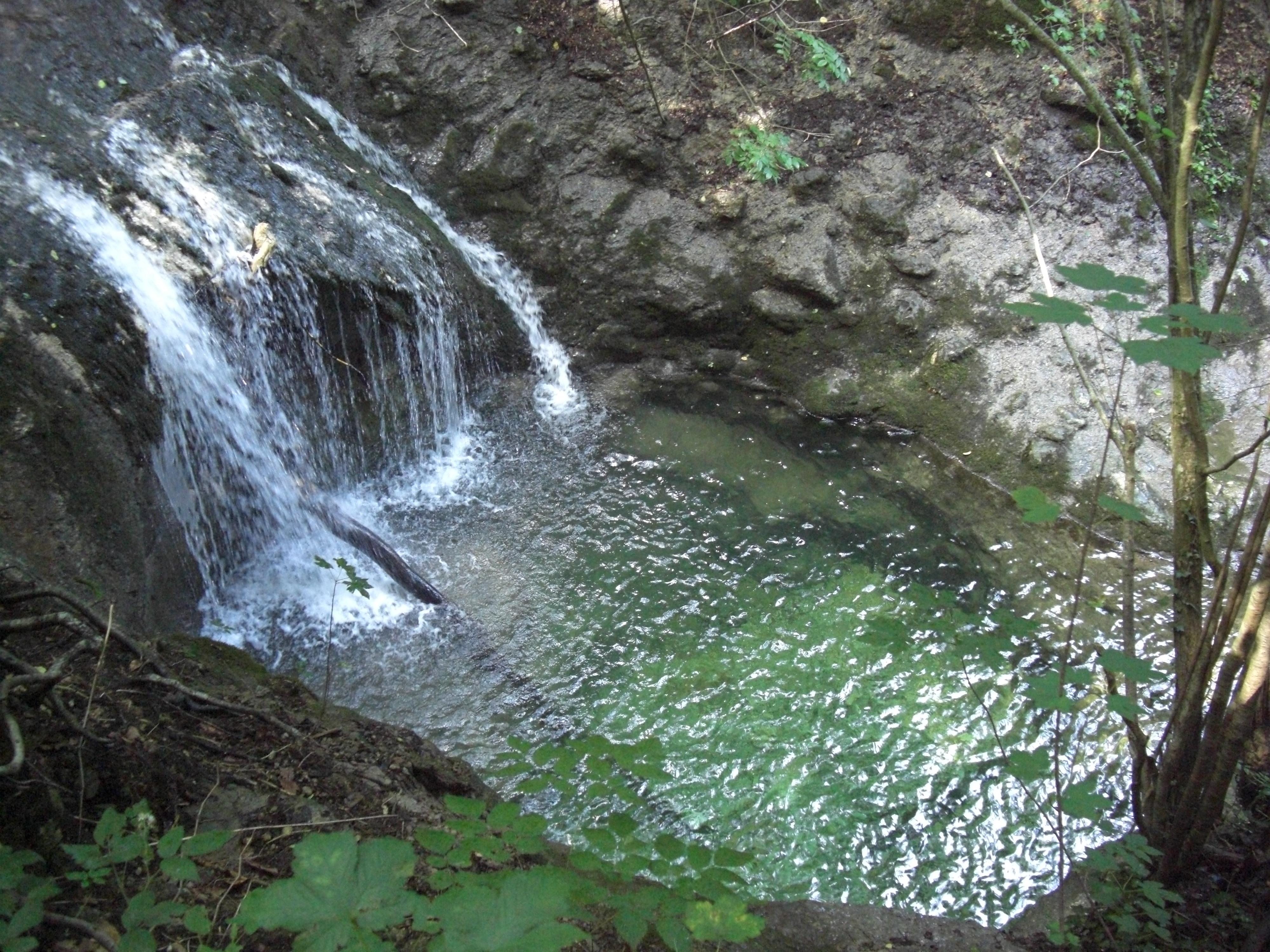
Stadlerkessel

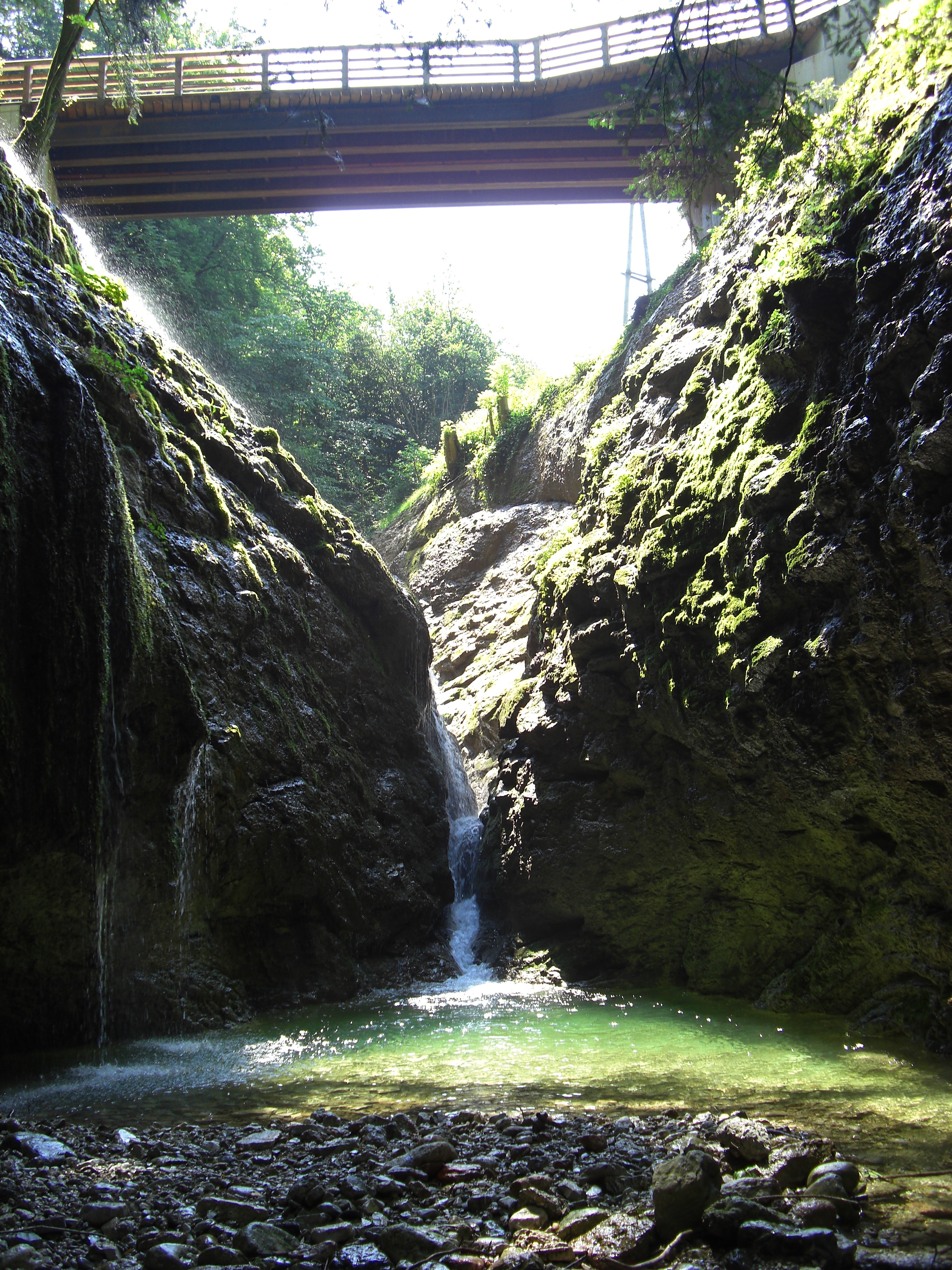
Einschnitt in den Felsen („Kehl“)

Der Stadlerkessel, auch Strudelloch genannt, liegt in der Nähe des Archsteins und der Trockenen Klamm. Von der Brücke, die über den Kehlbach führt, sieht man bachabwärts den tiefen Einschnitt („Kehl“) in den Felsen, den der Bach geformt hat. Das Wasser betrieb früher die weiter unten gelegene Kehlmühle, die heute aber nicht mehr in Betrieb ist. Oberhalb der Brücke, nach etwa 150 Meter, liegt ein Strudelloch im Bachbett. Solche durch Wasserfälle erzeugte Kolken sind in dieser Gegend nicht selten. Im Jahre 1959 wurde dieses Strudelloch wegen seiner Eigenart und Seltenheit zum Naturdenkmal ernannt.